# Енозис
Енозис (грчки: Ενωσις; „унија“) је покрет различитих грчких заједница које живе ван Грчке ради укључивања региона у јединствену грчку државу. Идеја је повезана са Мегали идејом, иредентистичким концептом грчке државе која је доминирала грчком политиком након стварања модерне Грчке 1830. Мегали идеја је позивала на анексију свих етничких грчких земаља, чији су делови учествовали у грчком рату за независност 1820-их, али су били неуспешни и тако су остали под страном влашћу.
Широко познат пример енозиса је покрет унутар кипарских Грка за унију Кипра са Грчком. Идеја о енозису на Кипру под британском управом постала је повезана са кампањом за самоопредељење Кипра, посебно међу већином кипарских Грка на острву. Међутим, многи кипарски Турци противили су се енозису без таксима (идеја кипарских Турака који су подржавали поделу острва Кипар на турски и грчки део). Године 1960. рођена је Република Кипар, што није резултирало ни енозисом ни таксимом (циљ кипарских Турака који су подржавали поделу острва Кипар на турски и грчки део).
Тада, насиље међу заједницама на Кипру се догодило као одговор на различите циљеве, а стална жеља за уједињењем резултирала је кипарским државним ударом 1974. године у покушају да се то постигне. То је, међутим, подстакло Турску да покрене турску инвазију на Кипар, што је довело до поделе и тренутног спора око Кипра.

## Историја
Границе Краљевине Грчке су првобитно утврђене на Лондонској конференцији 1832. након грчког рата за независност. Војвода од Велингтона је желео да нова држава буде ограничена на Пелопонез јер је Британија желела да сачува што је могуће већи део територијалног интегритета Османског царства. Почетна грчка држава обухватала је нешто више од Пелопонеза, Атике и Киклада. Њено становништво је износило мање од милион, са три пута више етничких Грка који живе ван њега, углавном на османској територији. Многи од њих су тежили да буду укључени у краљевство а покрети међу њима који су позивали на енозу (унију) са Грчком, често су добијали подршку народа. Са падом Османског царства, Грчка се проширила уз бројне територијалне добитке. 
Јонска острва су стављена под британску заштиту као резултат Париског мира 1815. године али када је грчка независност успостављена након 1830. године, острвљани су почели да негодују страну колонијалну власт и да притискају енозис. Британија је пренела острва Грчкој 1864.
Тесалија је остала под османском контролом након формирања Краљевине Грчке. Иако су делови територије учествовали у почетним устанцима у Грчком рату за независност 1821. године, побуне су брзо угушене. Током руско-турског рата 1877–1878, Грчка је остала неутрална као резултат уверавања великих сила да ће њене територијалне претензије на Османско царство бити размотрене након рата. Године 1881. Грчка и Османско царство потписале су Конвенцију из Константинопоља, којом је створена нова грчко-турска граница која је укључила већи део Тесалије у састав Грчке.
Крит се побунио против османске власти током Критске побуне 1866-69 и користио је мото „Крит, Енозис, слобода или смрт“. Критска држава је успостављена након интервенције великих сила, а Критска унија са Грчком настала је дефакто 1908. и дејуре 1913. године Букурешким миром.
Неуспешан грчки устанак у Македонији против османске власти догодио се током грчког рата за независност. Дошло је до неуспеле побуне 1854. која је имала за циљ уједињење Македоније са Грчком. Санстефанским миром 1878. године после руско-турског рата скоро цела Македонија је додељена Бугарској. То је резултирало грчко-македонском побуном 1878. и поништењем договора у Берлину (1878), остављајући територију у рукама Османлија. Затим је уследила дуготрајна македонска борба између Грка и Бугара у региону, резултирајући да се герилски рат није завршио све до Младотурске револуције у јулу 1908. Супарништво Бугара и Грка око Македоније постало је део Балканских ратова 1912–13. са Букурештанским уговором из 1913. којим су Грчкој додељени велики делови Македоније, укључујући Солун. Лондонским уговором (1913) јужни Епир је додељен Грчкој, а област Епир се побунила против османске власти током Епирске побуне 1854. и Епирске побуне 1878. године.
Године 1821. неколико делова Западне Тракије побунило се против османске власти и учествовало у грчком рату за независност. Током Балканских ратова, Западну Тракију су окупирале бугарске трупе, а 1913. Бугарска је добила Западну Тракију по условима Букурештанског уговора. После Првог светског рата, Западна Тракија је повучена из Бугарске у складу са условима из Нејског уговора из 1919. године и којом су привремено управљали Савезници пре него што је дата Грчкој на конференцији у Сан Рему 1920. године.
После Првог светског рата, Грчка је започела окупацију Смирне и околних области западне Анадолије 1919. године на позив победоносних савезника, посебно британског премијера Дејвида Лојда Џорџа. Окупација је добила званични статус Севрским уговором из 1920. године, при чему је Грчка добила већи део Источне Тракије и мандат да управља Смирном и њеним залеђем. Смирна је проглашена протекторатом 1922, али покушај енозиса није успео пошто је нова Турска Република победила у насталом грчко-турском рату 1919–1922, када је већина анадолских хришћана који већ нису побегли током рата била приморана да се пресели у Грчку у размена становништва између Грчке и Турске из 1923.
Већина острва Додеканез била је предвиђена да постану део нове грчке државе у Лондонском протоколу из 1828, али када је грчка независност призната у Лондонском протоколу из 1830, острва су остала изван нове Краљевине Грчке. Окупирала их је Италија 1912. и држала до Другог светског рата, када су постали британски војни протекторат. Острва су формално уједињена са Грчком Уговором о миру са Италијом из 1947. године, упркос приговорима Турске, која их је такође желела.
Аутономну Републику Северни Епир прогласили су 1914. етнички Грци у Северном Епиру, подручје које је након Балканских ратова укључено у састав Албаније. Грчка је држала ову област између 1914. и 1916. и безуспешно је покушала да је анектира у марту 1916 али је 1917. године грчке снаге протерала Италија, која је преузела већи део Албаније. Париска мировна конференција 1919. доделила је ову област Грчкој, али је пораз Грчке у грчко-турском рату учинио да се то подручје врати под контролу Албанаца. Италијанска инвазија на Грчку са територије Албаније 1940. и успешан грчки контранапад омогућили су грчкој војсци да накратко задржи северни Епир у периоду од шест месеци до немачке инвазије на Грчку 1941. Тензије између Грчке и Албаније су остале високе током Хладног рата, али су односи почели да се побољшавају 1980-их када је Грчка одустала од било каквих територијалних претензија на Северни Епир и укидање званичног ратног стања између обе земље.
У модерно доба, осим на Кипру, позив на енозис најчешће се чује међу делом грчке заједнице која живи у јужној Албанији.

### Кипар
Први председник Грчке Јоанис Каподистријас је 1828. године позвао на унију Кипра са Грчком и избили су бројни мањи устанци. Кипар је у то време био део Османског царства. На Берлинском конгресу 1878. године администрација Кипра је пренета на Британију а по доласку Гарнета Волселија као првог високог комесара у јулу, надбискуп Китиона је затражио да Британија пренесе управу Кипра на Грчку. Британија је анектирала Кипар 1914. године. Смрт посланика Лимасол–Пафос Христодулоса Созоса током битке код Бизанија током Првог балканског рата, оставила је трајан траг на покрет за уједињење и била је један од његових најважнијих догађаја пре побуне на Кипру 1931. године. Грчке школе и судови обуставили су своје активности, а суд у Никозији је такође подигао заставу у част Созоса, чиме је прекршен закон пошто је Британија задржала неутралан став у сукобу. Комеморација је одржана у десетинама села широм Кипра, као и у кипарским заједницама у Атини, Египту и Судану. Новине кипарских Грка биле су преплављене националистичким жаром упоређујући Созоса са Павлосом Меласом. Фотографија Созоса постављена је у парламенту Грчке.
Британија је понудила да уступи острво Грчкој 1915. године у замену да се Грчка придружи савезницима у Првом светском рату, али је понуда одбијена. Турска се одрекла свих права на Кипар 1923. Уговором из Лозане, а острво је постало колонија Британске круне 1925. године. Године 1929. делегација кипарских Грка послата је у Лондон да затражи енозис, али је добила негативан одговор. Након антибританских немира 1931. године, развила се жеља за самоуправом унутар Британског Комонвелта, али је покрет за енозис постао доминантан.
Енозис покрет је био пораст националистичке свести међу кипарским Грцима (око 80% између 1882. и 1960. године), заједно са порастом антиколонијалног покрета широм Британског царства после Другог светског рата. Антиколонијални покрет на Кипру је поистовећен са енозистичким покретом, који је, у свести хеленског становништва Кипра, био једини природни исход ослобођења Кипрана од османске власти и касније британске владавине. Низ британских предлога за локалну аутономију под сталним британским суверенитетом су оштро одбијени.
Током 1950-их, утицај Грчке православне цркве на Кипру на образовни систем резултирао је промовисањем идеја грчког национализма и енозиса у школама код грчких кипрана. Школски уџбеници су Турке приказивали као непријатеље Грка, а ученици су полагали заклетву на верност грчкој застави. Британске власти су покушале да се супротставе томе тако што су издале међузаједнички часопис за студенте и суспендовале Удружење извиђача Кипра због његових грчких националистичких тенденција. Кипарска православна црква је у децембру 1949. затражила од британске колонијалне владе да питање енозиса стави на референдум на основу права Кипрана на самоопредељење. Иако су Британци били савезник Грка током Другог светског рата и недавно су подржавали грчку владу током Грчког грађанског рата, британска колонијална влада је то одбила. Године 1950. Атински архиепископ Спиридон је предводио позив за кипарски енозис у Грчкој. Црква је била снажна присталица енозиса и организовала је плебисцит, кипарски референдум о енозису, који је одржан 15. и 22. јануара 1950. године; могли су да гласају само кипарски Грци. У црквама су постављене отворене књиге да би се они старији од 18 година потписали и назначили да ли подржавају или се противе енозису. Већина у подршци енози је била 95,7%. Касније су се појавиле оптужбе да је локална грчка православна црква рекла својој конгрегацији да би негласање за енозис значило екскомуникацију из цркве.
После референдума, депутација кипарских Грка посетила је Грчку, Британију и Уједињене нације како би изнела свој аргумент, а кипарски Турци и студентске и омладинске организације у Турској протестовале су због плебисцита. У том случају, ни Британија ни УН нису били убеђени да подрже енозис. Године 1951, британска влада је израдила извештај за истраживање малих територија о будућности мањих територија британске империје, укључујући Кипар. Закључено је да Кипар никада не би требало да буде независан од Британије. Тај став је ојачан британским повлачењем своје базе у Суецком каналу 1954. и премештањем централе на Блиском истоку на Кипар. Грчка је 1954. године упутила свој први формални захтев УН за спровођење „принципа једнаких права и самоопредељења народа“, у случају кипарског становништва. До 1958. грчка влада је безуспешно упутила четири друга захтева Уједињеним нацијама.
Организација отпора ЕОКА је 1955. започела кампању против британске владавине да би довела до енозиса са Грчком. Кампања је трајала до 1959. када су многи тврдили да је енозис политички неизводљив због јаке мањине кипарских Турака и њихове све веће асертивности. Уместо тога, 1960. године договорено је стварање независне државе са разрађеним аранжманима о подели власти између обе заједнице и рођена је Република Кипар.
Међутим, идеја о унији са Грчком није одмах напуштена. Током кампање за председничке изборе 1968. кипарски председник Макариос III је рекао да је енозис „пожељан“, али да је независност „могућа“. Почетком 1970-их, идеја енозиса остала је привлачна многим кипарским Грцима, а студенти кипарских Грка осудили су Макариосову подршку независној унитарној држави. Године 1971. је формирана про-еноза паравојна група ЕОКА Б, а Макариос је изјавио да се противи употреби насиља за постизање уније са Грчком. ЕОКА Б је започела серију напада на Макариосову владу, а 1974. Кипарска национална гарда је организовала војни удар против Макариоса који је подржала грчка влада под контролом грчке војне хунте 1967–1974. Рауф Денкташ, лидер кипарских Турака, позвао је на војну интервенцију Уједињеног Краљевства и Турске како би се спречио енозис. Турска је деловала једнострано и почела је турска инвазија на Кипар. Турска је од тада окупирала Северни Кипар.
Догађаји из 1974. године изазвали су географску поделу Кипра и масивни трансфер становништва. Наредни догађаји су озбиљно поткопали покрет енозиса. Одлазак кипарских Турака из области које су остале под ефективном контролом Кипра резултирао је хомогеним друштвом кипарских Грка у јужне две трећине острва. Преостала трећина острва су већински кипарски Турци, а све већи број турских држављана мигрира тамо из Турске. Кипарски парламент је 2017. године усвојио закон којим се дозвољава прослава кипарског референдума о енозису 1950. у јавним школама кипарских Грка.

### Северни Епир
Историја Северног Епира у периоду 1913-1921 обележена је жељом локалног грчког елемента за уједињењем са Краљевином Грчком, као и искупитељском жељом грчке политике да припоји овај регион, што је на крају додељено албанској народу. 
Током Првог балканског рата, северни Епир, који је угостио значајну мањину православних говорника који су говорили или грчки или албански, био је, у исто време као и Јужни Епир, под контролом грчке војске, која је претходно одбијала османске снаге. Грчка је желела да припоји ове територије. Међутим, Италија и Аустроугарска су се томе успротивиле, док је споразумом из Фиренце из 1913. Северни Епир додељен новоформираној албанској кнежевини, чији су већина становника били муслимани. Тако се грчка војска повукла са тог подручја, али су хришћани Епира, негирајући међународну ситуацију, одлучили, уз тајну подршку грчке државе, да створе аутономни режим, са седиштем у Ђирокастри.
С обзиром на политичку нестабилност Албаније, аутономију Северног Епира велике силе су коначно ратификовале потписивањем Крфског протокола 17. маја 1914. Споразум јесте признао посебан статус Епира и њихово право на самоопредељење. под легалном влашћу Албаније. Међутим, споразум никада није остварен, пошто је албанска влада пала у августу, а краљ Вилхелм од Вида, који је у фебруару постављен за лидера земље, вратио се у Немачку у септембру. Убрзо након избијања Првог светског рата, у октобру 1914, Краљевина Грчка је поново заузела регион. Међутим, двосмислен став Централних сила о грчким питањима током Великог рата, довео је Француску и Италију до заједничке окупације Епира у септембру 1916. На крају Првог светског рата, међутим, Титонијев споразум са Венизелосом предвиђао је анексију региона у Грчку. На крају, војна умешаност Грчке са Турском Мустафе Кемала функционисала је у интересу Албаније, која је трајно анектирала регион 9. новембра 1920. године.

### Смирна
На крају Првог светског рата (1914–1918), пажња савезничких сила (Силе Антанте) била је усмерена на поделу територије Османског царства. У оквиру Лондонског споразума (1915), којим је Италија напустила Тројни пакт (са Немачком и Аустроугарском) и придружила се Француској, Великој Британији и Русији у Тројној антанти, Италији је обећан Додеканез и требало је да дође до Османског царства, земље у Анадолији укључујући Анталију и околне провинције, вероватно укључујући Смирну. Али касније 1915. године, као подстицај за улазак у рат, британски министар спољних послова Едвард Греј у приватној расправи са Елефтериосом Венизелосом, тадашњим грчким премијером, обећао је Грчкој велике делове анадолске обале, укључујући Смирну. Венизелос је дао оставку на своју функцију убрзо након ове комуникације, али када се формално вратио на власт у јуну 1917, Грчка је ушла у рат на страни Антанте.
Дана 30. октобра 1918. потписано је примирје у Мудросу између сила Антанте и Османског царства чиме је окончан Османски фронт Првог светског рата. Велика Британија, Грчка, Италија, Француска и Сједињене Државе почеле су да расправљају о одредбама уговора у вези са поделом Османске; преговори који су резултирали Севрским споразумом. Ови преговори су почели у фебруару 1919. и свака земља је имала различите преговарачке преференције о Смирни. Французи, који су имали велике инвестиције у региону, заузели су став за територијални интегритет турске државе која би укључивала зону Смирне. Британци су се посвађали око овог питања са Министарством рата и индијском канцеларијом који су промовисали идеју територијалног интегритета, а премијер Дејвид Лојд Џорџ и канцеларија спољних послова, на челу са лордом Керзоном, противили су се овом предлогу и желели су да Смирна буде под посебном управом. Италијански став је био да је Смирна с правом била у њиховом власништву и да би дипломате одбиле да дају било какве коментаре када се расправљало о грчкој контроли над тим подручјем. Грчка влада, тражећи Венизелосову подршку Мегали идеји (да се подручја са већинским грчким становништвом или са историјским или верским везама са Грчком доведу под контролу грчке државе) и подржана од Лојда Џорџа, започела је велики пропагандни напор да промовише њихово право на Смирну, укључујући успостављање мисије под министром иностраних послова у граду. Штавише, грчка тврдња о области Смирне (која је изгледа имала јасну грчку већину, иако су тачни проценти варирали у зависности од извора) била је подржана са Четрнаест тачака Вудроа Вилсона која је наглашавала право на аутономни развој мањина у Анадолији. У преговорима, упркос француским и италијанским примедбама, до средине фебруара 1919. Лојд Џорџ је пребацио дискусију на то како ће функционисати грчка администрација а не на то да ли ће се догодити грчка администрација. Да би унапредио овај циљ, довео је групу стручњака, укључујући Арнолда Џ. Тојнбија, да разговарају о томе како ће функционисати зона Смирне и какав ће њен утицај имати на становништво. Након ове дискусије, крајем фебруара 1919, Венезилос је именовао Аристеидиса Стергиадиса, блиског политичког савезника, за Високог комесара Смирне (именованог преко политичког устаника Темистоклиса Софоулиса).
У априлу 1919. Италијани су се искрцали и заузели Анталију и почели да показују знаке кретања трупа према Смирни. Током преговора отприлике у исто време, италијанска делегација је напустила када је постало јасно да им Ријека неће бити дата у мировном исходу. Лојд Џорџ је у одсуству италијанске делегације видео прилику да реши проблеме око Смирне и, према Јенсеновим речима, „измислио је извештај да оружани устанак турских герилаца у области Смирне озбиљно угрожава грчку и друге хришћанске мањине.„ Како да заштите локалне хришћане, тако и да ограниче појачану италијанску акцију у Анадолији, француски премијер Жорж Клемансо и амерички председник Вудро Вилсон подржали су грчку војну окупацију Смирне. Иако ће Смирну заузети грчке трупе, које су овластили савезници, савезници се нису сложили да Грчка преузме суверенитет над територијом док даљи преговори не реше ово питање. Италијанска делегација је пристала на овај исход и грчка окупација је одобрена.
Грчке трупе су евакуисале Смирну 9. септембра 1922, а мале савезничке снаге Британаца ушле су у град да би спречиле пљачку и насиље. Следећег дана, Мустафа Кемал је, предводећи известан број трупа, ушао у град и дочекала га је одушевљена турска маса. Зверства турских трупа и нерегуларних снага над грчким и јерменским становништвом догодила су се одмах након преузимања власти. Најзначајније, Хризостома, православног епископа, линчовала је руља турских држављана. Неколико дана касније, пожар је уништио грчку и јерменску четврт града, док су турске и јеврејске четврти остале неоштећене. Кривица за пожар се приписује свим етничким групама, а јасна кривица остаје под знаком питања. На турској страни – али не и међу Грцима – догађаји су познати као „ослобођење Измира“. Евакуација Смирне од стране грчких трупа окончала је већину борби великих размера у грчко-турском рату који је формално окончан примирјем и коначним споразумом 24. јула 1923. из Лозане. Велики део грчког становништва био је укључен у размену становништва 1923. између Грчке и Турске која је резултирала миграцијом у Грчку и друга места.

### Јонска острва
Према Уговору између Велике Британије и [Аустрије, Пруске и] Русије, као један од уговора потписаних током Париског мира (1815), Британија је добила протекторат над Јонским острвима, а према члану VIII уговора, Аустријском царству су додељене исте трговинске привилегије са Острвима као и Британији. Као што је договорено у члану 4 уговора, састављена је „Нова уставна повеља за државу“ која је формализована ратификацијом „Мејтландског устава“ 26. августа 1817. године, којим је створена Република Седам Острва, са генерал-потпуковником. Сир Томас Мејтленд је први високи комесар Јонских острва.
Неколико година касније почеле су да се формирају грчке националистичке групе. Иако је њихова енергија у раним годинама била усмерена на подршку својим колегама грчким револуционарима у револуцији против Османског царства, они су свој фокус пребацили на енозис са Грчком након њихове независности. Странка радикала (грч. Κομμα των Ριζοσπαστων) основана је 1848. као проеноза политичка партија. Септембра 1848. дошло је до окршаја са британским гарнизоном у Аргостолију и Ликсурију на Кефалонији, што је довело до извесног опуштања у примени закона протектората, али и слободе штампе. Становништво острва није крило своје растуће захтеве за енозисом, а новине на острвима често су објављивале чланке у којима су критиковали британску политику у протекторату. Дана 15. августа 1849. избила је још једна побуна, коју је угушио Хенри Џорџ Ворд, који је наставио да привремено уводи ванредно стање.
Дана 26. новембра 1850, посланик радикала Џон Деторатос Типалдос предложио је у Јонском парламенту резолуцију о енозису Јонских острва са Грчком коју су потписали многи посланици. Странка се 1862. поделила на две фракције, „Уједињену радикалну странку“ и „Праву радикалну странку“. Током периода британске владавине, Вилијам Јуарт Гледстон је посетио острва и препоручио њихово поновно уједињење са Грчком, на жалост британске владе. Дана 29. марта 1864. године, представници Велике Британије, Грчке, Француске и Русије потписали су Лондонски уговор којим су се обавезали на пренос суверенитета на Грчку након ратификације; ово је требало да подржи владавину новопостављеног грчког краља Ђорђа I. Тако су 28. маја, прогласом лорда високог комесара, Јонска острва уједињена са Грчком.